# Вишневецька Гальшка
Гальшка Вишневецька (*д/н —1624) — представниця українського магнатського і князівського роду.

## Життєпис
Походила з впливового роду Вишневецьких. Єдина дитина князя Юрія Вишневецького та Феодори Чаплич. доньки або сестри Івана Чаплича-Шпановського. Стосовно дати народження немає достеменних відомостей. Здобула гарну домашню освіту. Деякий час під впливом матері дотримувалася православ'я.
У 1618 році втратила батька, успадкувавши величезні маєтності, зокрема усією частиною городища Старого Вишневецького замку, половиною Нового міста Вишневця, містечком і замком Вербовець, замком Білим Каменем (Львівська область, Україна). Була на той час неповнолітньою, але досягла повноліття близько 1620 року. Перейшла у католицтво.
Відомо, що у 1622 році вела судову суперечку з братами Федором та Юрієм Проскур-Сущанськими щодо відібрання ґрунтів у Ворсклі, Глинщині і Скоробора, які були відібрані Юрієм Вишневецьким. Водночас продовжувала селітроваріння, розпочате батьком. Завдяки її діяльності у 1623 році виробництво селітри зросло, яку добували у Скороборі та Більську.
У 1624 році раптово помирає, причини невідомі. Пошлюблена не була, дітей не мала. Усе майно перейшло у власність кузена Яреми Вишневецького.